# پیترو رویسی
پیترو رویسی (انگلیسی: Pietro Ruisi؛ زادهٔ ۶ ژانویهٔ ۱۹۵۵) سرمربی (فوتبال)، و بازیکن فوتبال اهل ایتالیا است.
از باشگاه‌هایی که در آن بازی کرده‌است می‌توان به باشگاه فوتبال پالرمو اشاره کرد.